# Mito (clan)

Maruni-mitsubaaoi ("een cirkel rond drie stokroos bladeren"), het wapen van de Mito-clan.

De Mito-clan (水戸藩 mito-han) was een van de drie grote huizen van de Tokugawa Gosanke (徳川御三家) afkomstig uit de provincie Hitachi, de huidige Ibaraki-prefectuur.

## Algemeen
Mito (水戸藩 mito-han, Mito domein) was een van de grootste feodale domeinen in Japan tijdens de Edo-periode. Het maakte deel uit van Tokugawa Gosanke, dit was de grootste aftakking van de Tokugawa clan. Deze bestond uit ‘de drie eerbare huizen’, Mito stond onder de andere twee huizen. De hoofdstad was de stad Mito in de oude provincie Hitachi (常陸国), nu bekend als de Ibaraki prefectuur. De hoofdstad van Ibaraki (茨城県, Ibaraki-ken) is nu nog altijd de stad Mito. Het grensde aan de Iwashiro, Iwaki, Shimousa en Shimotsuke provincies. Het Mito huis werd gesticht bij de benoeming van Tokugawa Yorifuse tot Daimyo door zijn vader, shogun Tokugawa Ieyasu, in 1608. Het Mito-huis bleef onder controle staan van het domein tot de afschaffing van het han-systeem in 1671. Ondanks het feit dat het Mito-huis onder de andere twee takken van de Tokugawa Gosanke lag had het toch aanzienlijke invloed, voornamelijk door de Mitogaku (水戸学), een invloedrijke school van Japanse historische en Shinto-studies. De Mito Daimyo waren:
1. Tokugawa Yorifusa
2. Tokugawa Mitsukuni
3. Tokugawa Tsunaeda
4. Tokugawa Munetaka
5. Tokugawa Munemoto
6. Tokugawa Harumori
7. TokugawaNarinobu
8. Tokugawa Nariaki
9. Tokugawa Yoshiatsu
10. Tokugawa Akitake

## Mito kasteel

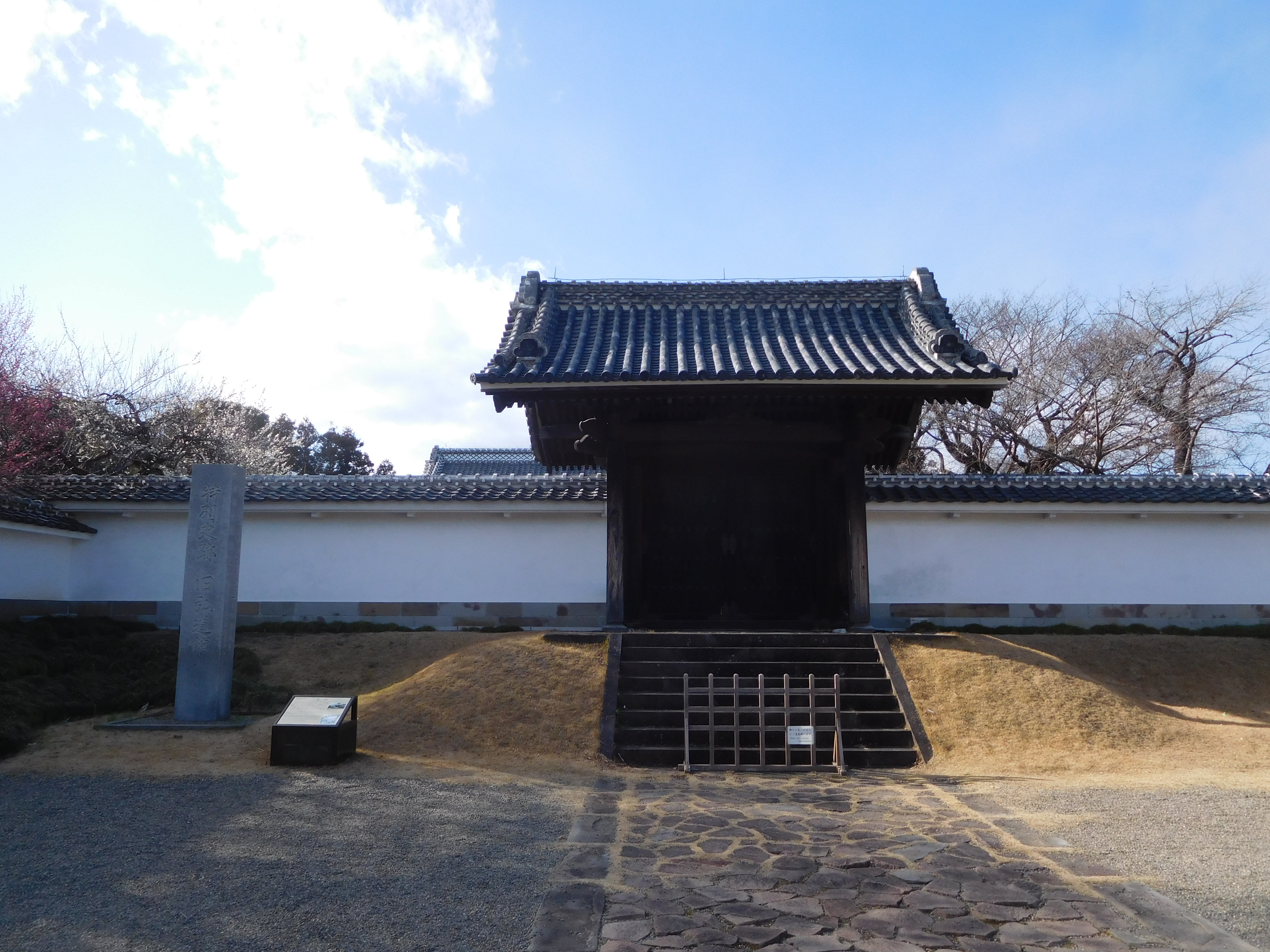
de poort van Kodokan, Mito

In de provincie Hitachi, nu bekend als de Ibaraki prefectuur zoals eerder vermeld, bouwde Baba Sukemoto aan het eind van de twaalfde eeuw een kasteel en noemde dit het Baba-kasteel. Het kasteel was meerdere malen van eigenaar veranderd. Na de slag bij Sekigahara, waarbij Tokugawa Ieyasu zijn grootste tegenstanders verslaat, krijgt hij het in handen en hernoemt het tot het Mito-kasteel. Later in 1609 vestigt zijn zoon Tokugawa Yorifusa zich er.

## Mitogaku
Deze academische school werd ook Suifu no gaku, en Tenpogaku genoemd, maar de term Mitogaku werd het meeste gebruikt. Door het initiatief van Tokugawa Mitsukuni, de tweede Daimyō van het Mito-domein, is men begonnen aan de compilatie van de Dai Nihonshi (De Grote Geschiedenis van Japan) met concentratie op de keizerlijke familielijn. Elk hoofdstuk van de Dai Nihon-shi concentreerde op de regering van een specifieke keizer. Het duurde meer dan 250 jaar voor het project afgewerkt was en dan officieel gepubliceerd in 1906. Als deel van deze compilatie is de Mitogaku meerdere ontwikkelingen ondergaan tot het einde van de 18de eeuw en werd ook actief op het vlak van maatschappelijke en politieke problemen in de realiteit.
De geschiedenis van de Mitogaku kan onderverdeeld worden in twee perioden. De eerste, de Vroege Mitogaku, beslaat het eind van de 17de en de 18de eeuw. De tweede, de Latere Mitogaku, loopt van eind 18de eeuw tot de Bakumatsu-periode.

### Vroege Mitogaku
Mitsukuni maakte een bureau voor geschiedenis voor de compilatie van de Dai Nihonshi in zijn tweede residentie in Edo’s Komagawa distribuut in 1657. Maar later, in 1672, werd dit verplaatst naar zijn hoofdresidentie in Koishikawa en werd de Shokokan genoemd. Om de Dai Nihonshi te maken haalde Mitsukuni geleerden bijeen, het maakte niet uit bij welke factie ze hoorden. Een paar bekenden hiervan waren Asaka Tanpaku (1656-1737), Sassa Munekiyo (1640-1698), Kuriyama Senpo (1671-1706) en Miyake Kanran' (1673-1718). De aanpak die de geleerden gebruikten was gebaseerd op het Confucianistische historische zicht, meer bepaald het Neo-Confucianisme. Volgens deze aanpak volgde historische ontwikkeling morele wetten, en ze schreven historische feiten op zulke wijze dat er toekomstige politieke en morele lessen uit getrokken konden worden. Deze soort van aanpak volgend, verspreidden de geleerden zich naar elk gebied van het land en streefden ernaar historische bronnen te verzamelen en te kopiëren. Onder het leiderschap van Mitsukuni nam de inhoud van de Dai Nihon-shi aanzienlijk toe, er waren 73 hoofdstukken in de Annalen en 170 hoofdstukken in biografieën tegen de tijd dat hij stierf, in 1700. De Mito-geleerden maakten de Annalen en Biografieën af en boden het aan aan de bakufu in 1720.
Tijdens dit proces zijn er ook enkele Mitogaku-geleerden die hun eigen historische werken componeerden. Een toenemend aantal ontevreden stedelingen in Mito aanvaardden de werken van deze Mito-geleerden vanwege hun eerbied voor de keizer en hun antibuitenlandse ideologie. Senpo's Hoken taiki en Kanran's Chuko kangen zijn hier representatieve voorbeelden van. Deze werken inspireerden golven van nationalisme en loyaliteit voor de keizerlijke familie gedurende de 17de eeuw.
Gedurende de hele compilatie van de Dai Nihon-shi ondervond het Mito-domein agrarische en economische problemen. Vanaf 1688 was er financiële onstabiliteit die de Mito plaagde en leidde tot onrust in het domein. Naast deze financiële problemen waren hongersnoden en natuurrampen geen zeldzame gebeurtenissen. In 1709 voerden ontevreden boeren een van de grootste rebellies in de geschiedenis van het domein.

### Latere Mitogaku

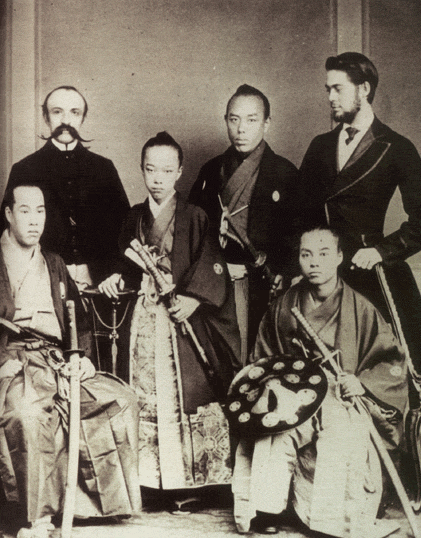
Tokugawa Akitake in België

Voor de volgende 7 decennia maakte de Shokokan zeer weinig vooruitgang met de Dai Nihonshi zonder het leiderschap van Mitsukuni. Tachihara Suiken nam in 1786 het leiderschap van de Shokokan over en werkte verder aan de compilatie.
Na Tachihara werd Fujita Yukoku (1774-1826) het hoofd van het instituut en hij drong meer aan op focus op de geschiedenis van die periode. Toen hij achttien was maakte hij zijn werk Seimeiron af. Daarin legde hij de noodzaak om de Daimyo-vazal hiërarchie nauw in de gaten te houden omwille van de maatschappelijke stabiliteit. Later zorgde hij voor de theoretische basis voor de sonno beweging. Yūkoku's ideeën werden overgenomen door zijn zoon Tōko (1806-1855), zijn student, Aizawa Seishisai (1782-1863), en anderen.
Naarmate de Mito gedachte ontwikkelde tijdens de 19de eeuw begonnen de geleerden antiwesterse sentimenten en de belangrijkheid van de keizer in Japanse maatschappij te benadrukken. Ze aanvaardden voornamelijk de politieke slogan "sonnō jōi" (尊皇攘夷 “vereer de keizer en verdrijf de barbaren”). Aizawa Seishisai was de eerste voorstander voor deze filosofie in Japan.
In 1825 schreef hij Shinron, een boek dat zijn gedachten over de noodzaak om Japan te beschermen van de ‘barbaarse’ Westerlingen. Hij bevorderde het nationalisme en de oppositie tegen westerse strijdmacht, handel en religies. Hij was voornamelijk een heftige tegenstander van het christendom dat in zijn blik Japanse waarden ondermijnde. Seishisai was ook een voorstander voor het steunen van de keizer als een methode om de westerse bedreiging van het buitenland te confronteren. In zijn boek bracht hij ook het idee van kokutai (“nationale essentie”) dat Confuciaanse moralen, Shinto mythes en andere filosofieën combineerde. Volgens Seishisai was de Japanse keizerlijke familie directe afstammelingen van Amaterasu, de godin van de zon. Dus was Japan voorbestemd om de juiste standaard voor andere naties om na te bootsen. Shinron was een inspiratie voor Japanse nationalisten doorheen de 19de eeuw tot aan de Meiji Restoratie.
Mito gedachte benadrukte andere ideeën betrekkende de rol van moraal in Japan. Fujita betoogde dat de Japanse beschaving zou eindigen als gevolg van interne problemen en niet als gevolg van externe bedreigingen. Andere schrijvers van de Latere Mitogaku zoals Fujita Toko en Seishisai gingen er ook mee akkoord dat een tekort aan moraal leiderschap Japan van binnenuit zou verzwakken en het land zou blootstellen aan een invasie van de westerlingen.
Veel van de Mito geleerden maakten zich zorgen over een economische instorting en vooral Fujita herkende dat veel financiële problemen in Mito ook in Japan aanwezig waren. Zijn argument baserend op het Neo-Confucianisme beredeneerde Fujita dat de keizer macht gaf aan de shogun om binnenlandse en buitenlandse gevaren te confronteren. Fujita en de andere Mito-geleerden beslisten dat het shogunaat niet aan zijn taak om de stabiliteit van de economische welvaart van Japan te handhaven had voldaan. Fujita suggereerde dat de bakufu voor reformaties moest aandringen en de Daimyō ze moest verwezenlijken.
Fujita’s ideeën stonden voor radicale uitdagingen in het bakufu systeem omdat hij aan het betogen was dat het bakufu erin gefaald had belangrijke zaken te aan te pakken. Ten slotte concludeerde hij dat de shogunaat veroorzaakt had dat de domeinen economisch en militair zwak werden.
In de late 18de eeuw ontstonden er twee facties in de Shokokan. De strijd tussen de twee facties leidde uiteindelijk tot het huisarrest van Fujita in 1797. Tegen 1907 was Fujita terug hoofd en had Tachihara het instituut verlaten.

## Mito-opstand

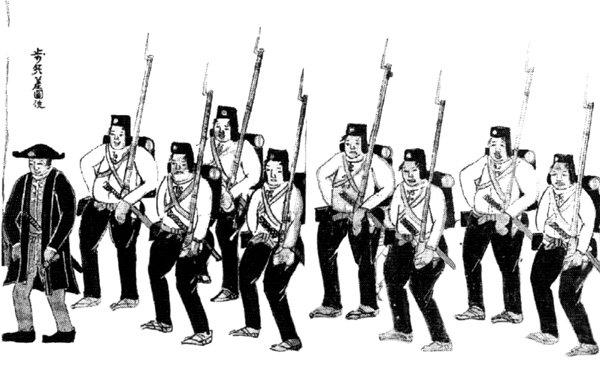
Mito-rebellen onder de vlag van de "Sonnō jōi" die aan het vechten zijn tegen de troepen van de Shogun in Tsukuba.

De Mito-rebellie (水戸幕末争乱 Mito bakumatsu sōran) is een burgeroorlog die zich afspeelde in het Mito-domein van mei 1864 tot januari 1865. Het werd ook de Kanto opstand of Tengu rebellie (天狗党の乱 tenguto no ran) genoemd. Het waren opstanden en terroristische acties tegen de macht van het shogunaat. Het was in de naam van het Sonno Joōi beleid en het doel was de uitzetting van de westerse “barbaren” en de terugkeer naar een keizerlijke regering. Op 17 juni 1864 stuurde het shogunaat een strijdmacht van 700 Mito-soldaten met 3 tot 5 kanonnen en ten minste 200 vuurwapens onder bevel van Ichikawa, zowel als een Bakufu-strijdmacht van 3000 soldaten met meer dan 600 vuurwapens en een aantal kanonnen.
Toen het conflict op 10 oktober 1864 bij Nakaminato escaleerde, werd de strijdmacht van de Shogun van 6700 man verslagen door 2000 opstandelingen. Hierop volgden nog een aantal nederlagen voor de Shogun. Maar de opstandelingen werden zwakker. Hun aantal slonk tot ongeveer 1000 man. Toen ze het moesten opnemen tegen een nieuwe strijdmacht van meer dan 10000 man geleid door Tokugawa Yoshinobu, die zelf in het Mito huis geboren was, heeft hen dat uiteindelijk tot overgave gedwongen.
Als resultaat van de rebellie waren er 1300 doden aan de kant van de opstandelingen en ze leidden zware oppressie, waaronder 353 executies en ongeveer 100 die stierven in gevangenschap.

## Voetnoten
1. ↑  Han waren de erfelijke domeinen van Daimyo
2. ↑  Daimyo tijdens de Edo periode zijn leiders van een familie die een han bezitten van een bepaalde minimumwaarde.
3. ↑  Sonnō jōi is een Japanse politieke filosofie en een maatschappelijke beweging afgeleid van het neoconfucianisme. Het werd gebruikt als een politieke slogan in een beweging om de Tokugawa bakufu om te stoten tijdens de Bakumatsu (“einde van de bakufu”) in de helft van de 19de eeuw.